# 桃野作次郎
桃野作次郎（ももの さくじろう、1919年11月20日 - 2014年9月26日）は、日本の農学者、農業経済学者、元技官官僚。学位は、農学博士（北海道大学）。専門は、テンサイ農業の経営および経済活動についての研究。北海道大学名誉教授。元北海学園北見大学学長・北海学園北見短期大学学長。渡邊侃門下。弟子は大谷俊昭。北海道生まれ。

## 来歴
- 自作農地主の家に生まれる。
- 1941年（昭和16年）空知農業学校（現北海道岩見沢農業高等学校）卒業。
- 1947年（昭和22年）北海道大学農学部農業経済学科卒業。
- 1948年（昭和23年）同農学部助手。
- 1953年（昭和28年）農林省農林技官。北海道大学農学部講師。
- 1956年（昭和31年）北海道大学農学部助教授。
- 1959年（昭和34年）アメリカ・ミネソタ大学大学院農学研究系に留学（翌1960年（昭和35年）まで）。
- 1961年北海道大学大学院農学研究科博士課程修了
- 1962年1月 北海道大学より農学博士の学位を取得、論文の題は「甜菜農業の経済」[3]。
- 1968年（昭和43年）国際連合教育科学文化機関(UNESCO)専門官に就任後、フィリピン・ルソン大学にて農業経営専門官（1970年（昭和45年）まで）。
- 1974年（昭和49年）北海道大学農学部教授[4]。
- 1983年（昭和58年）北海道大学停年退官。同名誉教授。静修短期大学生活科学科教授
- 1985年北海学園北見大学商学部教授。北海学園北見大学学長代理に就任。
- 1986年北海学園北見大学学長・北海学園北見女子短期大学学長に就任。
- 1990年北海学園北見短期大学学長退任。
- 1991年北海学園北見大学学長退任。北海学園北見大学退職。同年、北海学園北見短期大学客員教授。
- 1994年北海学園北見短期大学退職。その後、農業先端技術研究協会会長などを務めた。
- 2014年9月26日死去、94歳[2]。

## 業績
- 『甜菜農業の経済的研究-1-』（法経会論叢 13号, 1953年）
- 『自立経営と協業経営』（北海道大学農經論叢 22号, 1966年）
- 『北海道における水田利用の方向と問題点 (寒・高冷地農業発展の可能性<特集>)』（農業と経済 41巻5号, 1975年）
- 『農業経営要素論・組織論』（編著、地球社、1979年）
- 『農業への新規参入とその活性化の条件 (日本農業の構造変化と後継者問題<特集>)』（農業と経済 50巻13号, 1984年）
- 『農業者の自立化のための条件と課題 (特集=農業者の自立化を求めて)』（北方農業 47巻1号, 1997年）